# Xanthoeme signaticornis
Xanthoeme signaticornis là một loài bọ cánh cứng trong họ Cerambycidae.